# Edmundo Luis Flavio Abastoflor Montero
Edmundo Luis Flavio Abastoflor Montero (Sucre, 15 de dezembro de 1943) é prelado boliviano da Igreja Católica Romana. É arcebispo emérito de La Paz, da qual foi ordinário de 1996 a 2020. Anteriormente, tinha sido bispo de Potosí, desde 1984.

## Biografia
Nascem Sucre, Bolívia, e foi ordenado sacerdote em sua arquidiocese de orgiem em 10 de junho de 1967.
O Papa João Paulo II nomeou-o bispo da Potosí em 6 de outubro de 1984, diocese esta que estava vacante desde maio do ano anterior com a jubilação de Dom Bernardo Leonardo Fey Schneider, CSsR. Sua ordenação episcopal e posse ocorreu em 13 de abril de 1985, por imposição das mãos de Dom José Clemente Maurer, cardeal-arcebispo emérito de Sucre, auxiliado por Dom René Fernández Apaza, seu sucessor, e por Dom Luis Aníbal Rodríguez Pardo, arcebispo metropolita de Santa Cruz de la Sierra.
Foi designado para suceder a Dom Frei Luis Sáinz Hinojosa, OFM, como arcebispo metropolita de La Paz em 31 de julho de 1996 e tomou posse em 29 de setembro do mesmo ano.
Em 1999, foi nomeado membro do conselho administrativo da extinta Fundação Populorum Progressio. Também foi vice-presidente da Conferência Episcopal Boliviana.
Em 23 de maio de 2020, o Papa Francisco aceitou seu pedido de renúncia ao governo arquidiocesano por motivo de idade.